# Microsomyces telephani
Microsomyces telephani är en svampart som beskrevs av R.K. Benj. 1986. Microsomyces telephani ingår i släktet Microsomyces och familjen Laboulbeniaceae.   Inga underarter finns listade i Catalogue of Life.